# Liste der Nummer-eins-Hits in den britischen Charts (1969)
Dies ist eine Liste der Nummer-eins-Hits in den britischen Charts im Jahr 1969. Sie basiert auf den Official Singles Chart Top 75 und den Albums Chart Top 75, die vom Chart Information Network ermittelt wurden. Es gab in diesem Jahr 19 Nummer-eins-Singles und 13 Nummer-eins-Alben.

## Singles
| ← 1968 ← | Liste der Nummer-eins-Hits in den britischen Charts | Liste der Nummer-eins-Hits in den britischen Charts | Liste der Nummer-eins-Hits in den britischen Charts                                                                    | 1970 → |
| \| Zeitraum \| Wo. ges. \| Interpret \| Titel Autor(en) \| Zusätzliche Informationen \| \| (Zeitraum, Wochen auf Platz eins, Interpret, Titel, Autor[en], zusätzliche Informationen) \| \| \| \| \| \| ----------------------------------------------------------------------------------------- \| -------- \| ------------------------------ \| ---------------------------------------------------------------------------------------------------------------------- \| -------------------------------------------------------------------------------------------------------------------------------------------------------------------- \| \| 26. Dezember 1968 – 1. Januar 1969 1 Woche (insgesamt 3) \| 3 \| The Marmalade \| Ob-La-Di, Ob-La-Da John Winston Lennon, Paul James McCartney \| – \| \| 2. Januar 1969 – 8. Januar 1969 1 Woche (insgesamt 4) \| 4 \| The Scaffold \| Lily the Pink Mike McGear, John Gorman, Roger McGough \| – \| \| 9. Januar 1969 – 22. Januar 1969 2 Wochen (insgesamt 3) \| 3 \| The Marmalade \| Ob-La-Di, Ob-La-Da John Winston Lennon, Paul James McCartney \| – \| \| 23. Januar 1969 – 29. Januar 1969 1 Woche \| 1 \| Fleetwood Mac \| Albatross Peter Alan Green \| – \| \| 30. Januar 1969 – 5. Februar 1969 1 Woche \| 1 \| The Move \| Blackberry Way Roy Wood \| – \| \| 6. Februar 1969 – 19. Februar 1969 2 Wochen \| 2 \| Amen Corner \| (If Paradise Is) Half as Nice Musik: Lucio Battisti; Originaltext: Giulio Rapetti Mogol; englischer Text: Jack Fishman \| – \| \| 20. Februar 1969 – 19. März 1969 4 Wochen \| 4 \| Peter Sarstedt \| Where Do You Go To (My Lovely) Peter Eardley Sarstedt \| – \| \| 20. März 1969 – 9. April 1969 3 Wochen \| 3 \| Marvin Gaye \| I Heard It Through the Grapevine Norman Whitfield, Barrett Strong \| – \| \| 10. April 1969 – 16. April 1969 1 Woche \| 1 \| Desmond Dekker & the Aces \| The Israelites Desmond Dekker \| – \| \| 17. April 1969 – 28. Mai 1969 6 Wochen \| 6 \| The Beatles & Billy Preston \| Get Back John Winston Lennon, Paul James McCartney \| – \| \| 29. Mai 1969 – 4. Juni 1969 1 Woche \| 1 \| Tommy Roe \| Dizzy Tommy Roe, Freddy Weller \| – \| \| 5. Juni 1969 – 25. Juni 1969 3 Wochen \| 3 \| The Beatles \| The Ballad of John and Yoko John Winston Lennon, Paul James McCartney \| Für die Beatles ist dies der 17. und letzte Nummer-eins-Hit im Vereinigten Königreich, womit sie die Band mit den meisten Nummer-eins-Hits in Großbritannien ist.[1] \| \| 26. Juni 1969 – 16. Juli 1969 3 Wochen \| 3 \| Thunderclap Newman \| Something in the Air John Keene \| – \| \| 17. Juli 1969 – 23. August 1969 5 Wochen \| 5 \| The Rolling Stones \| Honky Tonk Women Mick Jagger, Keith Richards \| – \| \| 24. August 1969 – 13. September 1969 3 Wochen \| 3 \| Zager and Evans \| In the Year 2525 (Exordium & Terminus) Richard S. Evans \| – \| \| 14. September 1969 – 4. Oktober 1969 3 Wochen \| 3 \| Creedence Clearwater Revival \| Bad Moon Rising John C. Fogerty \| – \| \| 5. Oktober 1969 – 11. Oktober 1969 1 Woche \| 1 \| Jane Birkin & Serge Gainsbourg \| Je t’aime … moi non plus Serge Gainsbourg \| – \| \| 12. Oktober 1969 – 18. Oktober 1969 1 Woche \| 1 \| Bobbie Gentry \| I’ll Never Fall in Love Again Lonnie Donegan, James Currie \| – \| \| 19. Oktober 1969 – 13. Dezember 1969 8 Wochen \| 8 \| The Archies \| Sugar, Sugar Jeff Barry, Andy Kim \| – \| \| 14. Dezember 1969 – 24. Januar 1970 6 Wochen \| 6 \| Rolf Harris \| Two Little Boys Musik: Theodore Morse; Text: Edward Madden \| – \| |                                                     |                                                     | | |
| ← 1968 |                                                     |                                                     | | → 1970 → |
| Zeitraum | Wo. ges.                                            | Interpret                                           | Titel Autor(en) | Zusätzliche Informationen |
| (Zeitraum, Wochen auf Platz eins, Interpret, Titel, Autor[en], zusätzliche Informationen) |                                                     |                                                     | | |
| 26. Dezember 1968 – 1. Januar 1969 1 Woche (insgesamt 3) | 3                                                   | The Marmalade                                       | Ob-La-Di, Ob-La-Da John Winston Lennon, Paul James McCartney                                                           | – |
| 2. Januar 1969 – 8. Januar 1969 1 Woche (insgesamt 4) | 4                                                   | The Scaffold                                        | Lily the Pink Mike McGear, John Gorman, Roger McGough                                                                  | – |
| 9. Januar 1969 – 22. Januar 1969 2 Wochen (insgesamt 3) | 3                                                   | The Marmalade                                       | Ob-La-Di, Ob-La-Da John Winston Lennon, Paul James McCartney                                                           | – |
| 23. Januar 1969 – 29. Januar 1969 1 Woche | 1                                                   | Fleetwood Mac                                       | Albatross Peter Alan Green                                                                                             | – |
| 30. Januar 1969 – 5. Februar 1969 1 Woche | 1                                                   | The Move                                            | Blackberry Way Roy Wood                                                                                                | – |
| 6. Februar 1969 – 19. Februar 1969 2 Wochen | 2                                                   | Amen Corner                                         | (If Paradise Is) Half as Nice Musik: Lucio Battisti; Originaltext: Giulio Rapetti Mogol; englischer Text: Jack Fishman | – |
| 20. Februar 1969 – 19. März 1969 4 Wochen | 4                                                   | Peter Sarstedt                                      | Where Do You Go To (My Lovely) Peter Eardley Sarstedt                                                                  | – |
| 20. März 1969 – 9. April 1969 3 Wochen | 3                                                   | Marvin Gaye                                         | I Heard It Through the Grapevine Norman Whitfield, Barrett Strong                                                      | – |
| 10. April 1969 – 16. April 1969 1 Woche | 1                                                   | Desmond Dekker & the Aces                           | The Israelites Desmond Dekker                                                                                          | – |
| 17. April 1969 – 28. Mai 1969 6 Wochen | 6                                                   | The Beatles & Billy Preston                         | Get Back John Winston Lennon, Paul James McCartney                                                                     | – |
| 29. Mai 1969 – 4. Juni 1969 1 Woche | 1                                                   | Tommy Roe                                           | Dizzy Tommy Roe, Freddy Weller                                                                                         | – |
| 5. Juni 1969 – 25. Juni 1969 3 Wochen | 3                                                   | The Beatles                                         | The Ballad of John and Yoko John Winston Lennon, Paul James McCartney                                                  | Für die Beatles ist dies der 17. und letzte Nummer-eins-Hit im Vereinigten Königreich, womit sie die Band mit den meisten Nummer-eins-Hits in Großbritannien ist. |
| 26. Juni 1969 – 16. Juli 1969 3 Wochen | 3                                                   | Thunderclap Newman                                  | Something in the Air John Keene                                                                                        | – |
| 17. Juli 1969 – 23. August 1969 5 Wochen | 5                                                   | The Rolling Stones                                  | Honky Tonk Women Mick Jagger, Keith Richards                                                                           | – |
| 24. August 1969 – 13. September 1969 3 Wochen | 3                                                   | Zager and Evans                                     | In the Year 2525 (Exordium & Terminus) Richard S. Evans                                                                | – |
| 14. September 1969 – 4. Oktober 1969 3 Wochen | 3                                                   | Creedence Clearwater Revival                        | Bad Moon Rising John C. Fogerty                                                                                        | – |
| 5. Oktober 1969 – 11. Oktober 1969 1 Woche | 1                                                   | Jane Birkin & Serge Gainsbourg                      | Je t’aime … moi non plus Serge Gainsbourg                                                                              | – |
| 12. Oktober 1969 – 18. Oktober 1969 1 Woche | 1                                                   | Bobbie Gentry                                       | I’ll Never Fall in Love Again Lonnie Donegan, James Currie                                                             | – |
| 19. Oktober 1969 – 13. Dezember 1969 8 Wochen | 8                                                   | The Archies                                         | Sugar, Sugar Jeff Barry, Andy Kim                                                                                      | – |
| 14. Dezember 1969 – 24. Januar 1970 6 Wochen | 6                                                   | Rolf Harris                                         | Two Little Boys Musik: Theodore Morse; Text: Edward Madden                                                             | – |

## Alben
| ← 1968 ← | Liste der Nummer-eins-Hits in den britischen Charts | Liste der Nummer-eins-Hits in den britischen Charts | Liste der Nummer-eins-Hits in den britischen Charts | 1970 →                    |
| \| Zeitraum \| Wo. ges. \| Interpret \| Titel \| Zusätzliche Informationen \| \| (Zeitraum, Wochen auf Platz eins, Interpret, Titel, zusätzliche Informationen) \| \| \| \| \| \| ------------------------------------------------------------------------------ \| -------- \| ---------------------------------------------- \| ------------------------------------------------- \| ------------------------- \| \| 1. Dezember 1968 – 18. Januar 1969 7 Wochen (insgesamt 8) \| 8 \| The Beatles \| The Beatles (White Album) \| – \| \| 19. Januar 1969 – 25. Januar 1969 1 Woche (insgesamt 6) \| 6 \| The Seekers \| The Best of the Seekers \| – \| \| 26. Januar 1969 – 1. Februar 1969 1 Woche (insgesamt 8) \| 8 \| The Beatles \| The Beatles (White Album) \| – \| \| 2. Februar 1969 – 8. Februar 1969 1 Woche (insgesamt 6) \| 6 \| The Seekers \| The Best of the Seekers \| – \| \| 9. Februar 1969 – 8. März 1969 4 Wochen \| 4 \| Diana Ross & the Supremes with the Temptations \| Diana Ross & the Supremes Join the Temptations \| – \| \| 9. März 1969 – 22. März 1969 2 Wochen (insgesamt 4) \| 4 \| Cream \| Goodbye \| – \| \| 23. März 1969 – 5. April 1969 2 Wochen (insgesamt 6) \| 6 \| The Seekers \| The Best of the Seekers \| – \| \| 6. April 1969 – 12. April 1969 1 Woche (insgesamt 4) \| 4 \| Cream \| Goodbye \| – \| \| 13. April 1969 – 19. April 1969 1 Woche (insgesamt 6) \| 6 \| The Seekers \| The Best of the Seekers \| – \| \| 20. April 1969 – 26. April 1969 1 Woche (insgesamt 4) \| 4 \| Cream \| Goodbye \| – \| \| 27. April 1969 – 3. Mai 1969 1 Woche (insgesamt 6) \| 6 \| The Seekers \| The Best of the Seekers \| – \| \| 4. Mai 1969 – 17. Mai 1969 2 Wochen \| 2 \| Moody Blues \| On the Threshold of a Dream \| – \| \| 18. Mai 1969 – 14. Juni 1969 4 Wochen \| 4 \| Bob Dylan \| Nashville Skyline \| – \| \| 15. Juni 1969 – 5. Juli 1969 3 Wochen \| 3 \| Ray Conniff \| His Orchestra, His Chorus, His Singers, His Sound \| – \| \| 6. Juli 1969 – 2. August 1969 4 Wochen \| 4 \| Jim Reeves \| According to My Heart \| – \| \| 3. August 1969 – 23. August 1969 3 Wochen (insgesamt 5) \| 5 \| Jethro Tull \| Stand Up \| – \| \| 24. August 1969 – 30. August 1969 1 Woche \| 1 \| Elvis Presley \| From Elvis in Memphis \| – \| \| 31. August 1969 – 13. September 1969 2 Wochen (insgesamt 5) \| 5 \| Jethro Tull \| Stand Up \| – \| \| 14. September 1969 – 27. September 1969 2 Wochen \| 2 \| Blind Faith \| Blind Faith \| – \| \| 28. September 1969 – 13. Dezember 1969 11 Wochen (insgesamt 17) \| 17 \| The Beatles \| Abbey Road \| – \| \| 14. Dezember 1969 – 20. Dezember 1969 1 Woche \| 1 \| The Rolling Stones \| Let It Bleed \| – \| \| 21. Dezember 1969 – 31. Januar 1970 6 Wochen (insgesamt 17) \| 17 \| The Beatles \| Abbey Road \| – \| |                                                     |                                                     |                                                     |                           |
| ← 1968 |                                                     |                                                     |                                                     | → 1970 →                  |
| Zeitraum | Wo. ges.                                            | Interpret                                           | Titel                                               | Zusätzliche Informationen |
| (Zeitraum, Wochen auf Platz eins, Interpret, Titel, zusätzliche Informationen) |                                                     |                                                     |                                                     |                           |
| 1. Dezember 1968 – 18. Januar 1969 7 Wochen (insgesamt 8) | 8                                                   | The Beatles                                         | The Beatles (White Album)                           | –                         |
| 19. Januar 1969 – 25. Januar 1969 1 Woche (insgesamt 6) | 6                                                   | The Seekers                                         | The Best of the Seekers                             | –                         |
| 26. Januar 1969 – 1. Februar 1969 1 Woche (insgesamt 8) | 8                                                   | The Beatles                                         | The Beatles (White Album)                           | –                         |
| 2. Februar 1969 – 8. Februar 1969 1 Woche (insgesamt 6) | 6                                                   | The Seekers                                         | The Best of the Seekers                             | –                         |
| 9. Februar 1969 – 8. März 1969 4 Wochen | 4                                                   | Diana Ross & the Supremes with the Temptations      | Diana Ross & the Supremes Join the Temptations      | –                         |
| 9. März 1969 – 22. März 1969 2 Wochen (insgesamt 4) | 4                                                   | Cream                                               | Goodbye                                             | –                         |
| 23. März 1969 – 5. April 1969 2 Wochen (insgesamt 6) | 6                                                   | The Seekers                                         | The Best of the Seekers                             | –                         |
| 6. April 1969 – 12. April 1969 1 Woche (insgesamt 4) | 4                                                   | Cream                                               | Goodbye                                             | –                         |
| 13. April 1969 – 19. April 1969 1 Woche (insgesamt 6) | 6                                                   | The Seekers                                         | The Best of the Seekers                             | –                         |
| 20. April 1969 – 26. April 1969 1 Woche (insgesamt 4) | 4                                                   | Cream                                               | Goodbye                                             | –                         |
| 27. April 1969 – 3. Mai 1969 1 Woche (insgesamt 6) | 6                                                   | The Seekers                                         | The Best of the Seekers                             | –                         |
| 4. Mai 1969 – 17. Mai 1969 2 Wochen | 2                                                   | Moody Blues                                         | On the Threshold of a Dream                         | –                         |
| 18. Mai 1969 – 14. Juni 1969 4 Wochen | 4                                                   | Bob Dylan                                           | Nashville Skyline                                   | –                         |
| 15. Juni 1969 – 5. Juli 1969 3 Wochen | 3                                                   | Ray Conniff                                         | His Orchestra, His Chorus, His Singers, His Sound   | –                         |
| 6. Juli 1969 – 2. August 1969 4 Wochen | 4                                                   | Jim Reeves                                          | According to My Heart                               | –                         |
| 3. August 1969 – 23. August 1969 3 Wochen (insgesamt 5) | 5                                                   | Jethro Tull                                         | Stand Up                                            | –                         |
| 24. August 1969 – 30. August 1969 1 Woche | 1                                                   | Elvis Presley                                       | From Elvis in Memphis                               | –                         |
| 31. August 1969 – 13. September 1969 2 Wochen (insgesamt 5) | 5                                                   | Jethro Tull                                         | Stand Up                                            | –                         |
| 14. September 1969 – 27. September 1969 2 Wochen | 2                                                   | Blind Faith                                         | Blind Faith                                         | –                         |
| 28. September 1969 – 13. Dezember 1969 11 Wochen (insgesamt 17) | 17                                                  | The Beatles                                         | Abbey Road                                          | –                         |
| 14. Dezember 1969 – 20. Dezember 1969 1 Woche | 1                                                   | The Rolling Stones                                  | Let It Bleed                                        | –                         |
| 21. Dezember 1969 – 31. Januar 1970 6 Wochen (insgesamt 17) | 17                                                  | The Beatles                                         | Abbey Road                                          | –                         |

Die Angaben basieren auf den offiziellen Verkaufshitparaden des Chart Information Networks für das Vereinigte Königreich. Die Datumsangaben beziehen sich auf das Gültigkeitsdatum der Charts, also jeweils die auf die Verkaufswoche folgende Woche.

## Jahreshitparaden
| ← 1968 ← | Liste der Nummer-eins-Hits in den britischen Charts | Liste der Nummer-eins-Hits in den britischen Charts                                           | Liste der Nummer-eins-Hits in den britischen Charts | 1970 →   |
| \| Singles \| Position# \| Alben \| \| --------------------------------------------------------------------------------------------------------------------- \| --------- \| --------------------------------------------------------------------------------------------- \| \| My Way Frank Sinatra Musik: Claude François; Originaltext: Jacques Revaux, Gilles Thibaut; englischer Text: Paul Anka \| 1 \| Abbey Road The Beatles \| \| Je t’aime … moi non plus Jane Birkin & Serge Gainsbourg \| 2 \| Led Zeppelin II Led Zeppelin \| \| Gentle on My Mind Dean Martin John C. Harford \| 3 \| The Best of the Seekers The Seekers \| \| Honky Tonk Women The Rolling Stones Mick Jagger, Keith Richards \| 4 \| The Sound of Music (Soundtrack) \| \| Saved by the Bell Robin Gibb Robin Hugh Gibb \| 5 \| His Orchestra, His Chorus, His Singers, His Sound Ray Conniff \| \| Nobody’s Child Karen Young Cy Coben, Mel Foree \| 6 \| Johnny Cash at San Quentin Johnny Cash \| \| Get Back The Beatles & Billy Preston John Winston Lennon, Paul James McCartney \| 7 \| Oliver (Original Soundtrack) \| \| Please Don’t Go Donald Peers Musik: Jacques Offenbach; Bearbeitung und Text: Leslie David Reed, Jackie Rae \| 8 \| According to My Heart Jim Reeves \| \| I’ll Never Fall in Love Again Bobbie Gentry Lonnie Donegan, James Currie \| 9 \| Goodbye Mary Hopkin \| \| Dizzy Tommy Roe Tommy Roe, Freddy Weller \| 10 \| Diana Ross & the Supremes Join the Temptations Diana Ross & the Supremes with the Temptations \| |                                                     |                                                                                               |                                                     |          |
| ← 1968 |                                                     |                                                                                               |                                                     | → 1970 → |
| Singles | Position#                                           | Alben                                                                                         |                                                     |          |
| My Way Frank Sinatra Musik: Claude François; Originaltext: Jacques Revaux, Gilles Thibaut; englischer Text: Paul Anka | 1                                                   | Abbey Road The Beatles                                                                        |                                                     |          |
| Je t’aime … moi non plus Jane Birkin & Serge Gainsbourg | 2                                                   | Led Zeppelin II Led Zeppelin                                                                  |                                                     |          |
| Gentle on My Mind Dean Martin John C. Harford | 3                                                   | The Best of the Seekers The Seekers                                                           |                                                     |          |
| Honky Tonk Women The Rolling Stones Mick Jagger, Keith Richards | 4                                                   | The Sound of Music (Soundtrack)                                                               |                                                     |          |
| Saved by the Bell Robin Gibb Robin Hugh Gibb | 5                                                   | His Orchestra, His Chorus, His Singers, His Sound Ray Conniff                                 |                                                     |          |
| Nobody’s Child Karen Young Cy Coben, Mel Foree | 6                                                   | Johnny Cash at San Quentin Johnny Cash                                                        |                                                     |          |
| Get Back The Beatles & Billy Preston John Winston Lennon, Paul James McCartney | 7                                                   | Oliver (Original Soundtrack)                                                                  |                                                     |          |
| Please Don’t Go Donald Peers Musik: Jacques Offenbach; Bearbeitung und Text: Leslie David Reed, Jackie Rae | 8                                                   | According to My Heart Jim Reeves                                                              |                                                     |          |
| I’ll Never Fall in Love Again Bobbie Gentry Lonnie Donegan, James Currie | 9                                                   | Goodbye Mary Hopkin                                                                           |                                                     |          |
| Dizzy Tommy Roe Tommy Roe, Freddy Weller | 10                                                  | Diana Ross & the Supremes Join the Temptations Diana Ross & the Supremes with the Temptations |                                                     |          |